# Паєвська Юлія Георгіївна
Ю́лія Гео́ргіївна Пає́вська (псевдо: «Тайра», «Габрієл»; нар. 19 грудня 1968, Київ) — українська військовослужбовиця, парамедикиня, волонтерка та доброволиця; командирка підрозділу «Янголи Тайри» та евакуаційного відділення 61-го військового мобільного госпіталю (2018—2020); дизайнерка, президентка федерації айкідо «Мутокукай-Україна».
З 2014 року як парамедикиня брала участь у Революції гідності та війні на сході України[⇨]. 16 березня 2022 року під час облоги Маріуполя потрапила у російський полон, була звільнена через три місяці 17 червня 2022 року[⇨].
Нагороджена відзнакою Президента України «За гуманітарну участь в антитерористичній операції», орденом «Народний Герой України», медалями «За сприяння Збройним Силам України» та «Захиснику Вітчизни», нагрудними знаками «Знак пошани» та «За заслуги перед Збройними Силами України»[⇨].
|                 | Моя війна почалася з Грушевського. |
| — Юлія Паєвська |                                    |

## Життєпис

### Ранні роки та освіта
Народилася 19 грудня 1968 року в Києві. Юлію виховували бабуся та дідусь — ветеран Другої світової війни Костянтин Чубуков. З 1-го класу у школі вчилася робити перев'язки і накладати джгути: її вчила шкільна медсестра, яка була санінструктором під час Другої світової. З шести років займалася спортом.
Закінчила Національний університет фізичного виховання і спорту України (НУФВІСУ). Є дружиною Вадима Пузанова, мають дочку Анну-Софію. До 2014 року професійно займалася дизайном (книжкова графіка, реклама) та художньою керамікою. Займається спортом, має 5-й дан айкідо. Очолює федерацію айкідо «Мутокукай Україна» та викладала айкідо понад 20 років.

### Війна на сході України (з 2014)
Під час Революції гідності з першого дня протистоянь на Грушевського 19 січня стала медиком Євромайдану. Усі свої навички здобула «в полі», коли допомагала пораненим. Тоді ж стала відома під псевдонімом «Тайра»: так у стародавній Японії звалася група родів, що мали імператорське походження та були позбавлені статусу принців, однак швидко перетворилися на самураїв — через постійне виконання військових завдань.
З початком російсько-української війни у березні 2014 року знайомий Юлії Олексій Арестович запропонував їй викладати тактичну медицину. Вона склала власний курс на матеріалах американських, європейських та натівських інструкторів і викладала його у проєктах «Народний резервіст» і «Захист Патріотів». Навчання проводила на полігоні та на базах добровольців, а вже у квітні 2014 року поїхала на Донеччину медиком. Спочатку діяла самостійно як парамедик. Поступово вже на фронті зібрала свою евакуаційну команду під назвою «Янголи Тайри». Рятувала бійців на Світлодарській дузі (2016), біля села Широкине (2020).

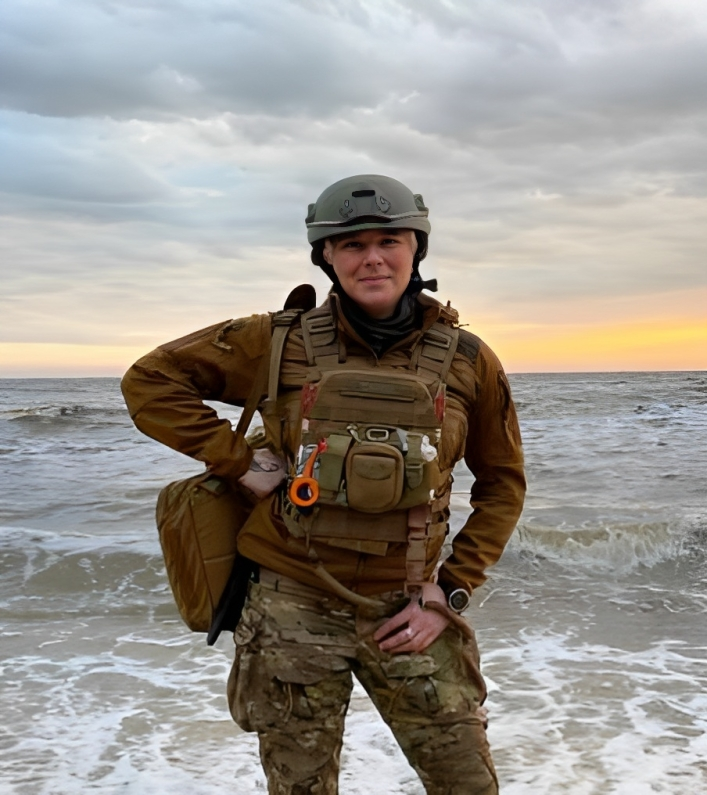
Юлія 2020 року

Навесні 2016 року «Янголи Тайри» почали співпрацю з командою ASAP Rescue. 2018 року «Янголи Тайри» вийшли із складу ASAP, коли Юлія підписала контракт зі Збройними силами України та очолила власний підрозділ — евакуаційне відділення 61-го мобільного військового госпіталю в Маріуполі. Станом на листопад 2019 року Юлія навчила тактичній медицині близько 8 тисяч людей, а її підрозділ врятував понад 500 бійців та бійчинь ЗСУ.
Під час виконання однієї з бойових евакуацій Юлія Паєвська зазнала травми кульшових суглобів: «Завантажуючи в машину пораненого солідної комплекції, я неоковирно повернулась, упала й не змогла підвестися. Довелося замінювати обидва тазостегнових суглоби. Поставили один титановий ендопротез, а згодом — другий. Виконуючи призначення лікарів, проходила на милицях два місяці, хоча вже готова була зістрибнути з них раніше».

### Російське вторгнення в Україну (2022)
Початок російського вторгнення 2022 року зустріла у Маріуполі. Надала допомогу сотням поранених бійців та цивільних: доставляла людей у шпиталь і направляла їх до лікарів залежно від пошкоджень та ступеня ураження. 16 березня Юлію та водія реанімобіля Сергія, з яким вона працювала, затримали на блокпості в селищі Мангуш неподалік Маріуполя. Вони потрапили в полон до російських окупантів, коли їхали так званим зеленим коридором, організованим для виїзду цивільних до Запоріжжя.
17 червня 2022 року Президент України Володимир Зеленський повідомив, що Юлію звільнили після трьох місяців полону: «Вдалося звільнити з полону „Тайру“, українського парамедика Юлію Паєвську. Вона вже вдома. Будемо працювати й надалі, щоб забрати всіх».
23 липня 2022 року Юлія взяла участь у Другому саміті перших леді та джентльменів, що проходив у Києві, та закликала на ньому докладати максимум зусиль, аби повернути усіх полонених додому.
15 вересня 2022 року Юлія свідчила перед Комісією з питань безпеки та співробітництва в Європі про жахи російського полону. Як зазначила посол України у США Оксана Маркарова, «це був дуже потужний виступ із правдою про жахи російської блокади Маріуполя та про тримісячне перебування в нелюдських умовах у полоні окупантів, нічим не обмежену жорстокість російських загарбників-терористів; [Юлія] закликала наших американських друзів збільшити допомогу Україні, збільшити тиск на Росію, допомогти нам захистити не тільки Україну, а й весь цивілізований світ». Юлія зазначила, що важливо збирати свідчення для притягнення Росії до відповідальності за воєнні злочини та нарощувати зусилля для звільнення всіх захисників та цивільних, які стали заручниками Росії та яких незаконно утримує країна-агресор, що порушує всі міжнародні норми.
На червень 2025 року займає посаду в відділі морально психологічного забезпечення 13 БрОП.

### Позавоєнна діяльність
2015 року — кандидатка у депутати Київської міської ради від партії «Громадянський рух „Спільна справа“» на місцевих виборах у Києві. 2019 року балотувалася у народні депутати України від партії «Голос» на парламентських виборах, № 79 у списку, безпартійна. Кандидатка у депутати Київської міської ради від партії «Демократична Сокира» на місцевих виборах у Києві 2020 року, № 2 у списку. Уповноважена з питань реабілітації учасників бойових дій у «Демократичній Сокирі».
2018 року Юлія брала участь у міжнародних спортивних змаганнях «Ігри нескорених 2018» у Сіднеї та виборола золоту медаль у змаганнях із плавання і бронзу зі стрільби з лука. 2020 року була єдиною жінкою в національній збірній України на «Іграх нескорених 2020», що проходили у Гаазі. 2018 року взяла участь в етнопоказі робіт вітчизняних майстрів «Українські амазонки».

2020 року подарувала Національному музею Революції Гідності каску, арафатку та прапор із написом «Тайра», а в листопаді 2022 року передала кілька особистих речей, пов'язаних із підрозділом «Янголи Тайри», до Національного музею історії України у Другій світовій війні: там їх використають в експозиції, присвяченій боротьбі українців проти Росії.
|                 | Народ, що не пам'ятає своєї історії, не готовий зустріти своє майбутнє, саме тому ворог великі сили і ресурси втрачає саме на фальшування історії як минулого, так і сучасності. Але скільки не називай темряву світлом — сенс явищ від того не зміниться. |
| — Юлія Паєвська | |

У липні 2022 року, після звільнення з полону, хрестилася; її хрещеним батьком став давній друг Дмитро Корчинський.
В листопаді 2022 року разом із Даною Яровою заснували благодійний фонд "Українська Фундація «Мрія», що опікується 1,5 тис. родин полонених, загиблих і зниклих безвісти військових та цивільних.

### Відео з нагрудної камери
2021 року принц Гаррі, засновник «Ігор нескорених», передав Юлії нагрудну камеру, аби вона зняла матеріали для майбутнього фільму від Netflix про людей, що мотивують. Починаючи з повномасштабного вторгнення 2022 року і до потрапляння в полон Юлія зафільмувала 256 ГБ відео своєї роботи парамедикинею в Маріуполі. За день до полону Юлія заховала карту пам'яті у ватний тампон і передала її співробітнику поліції, який, у свою чергу, передав карту журналістам «Ассошіейтед Прес», аби вони могли вивезти ці матеріали з-під окупованого міста та опублікувати. Журналісти проїхали 15 російських блокпостів, перш ніж потрапити на підконтрольну Україні територію. 19 травня видання опублікувало частину відео.
У перший же тиждень після звільнення Юлії з полону принц Гаррі зателефонував їй та виразив підтримку.

## Нагороди

### Державні
- Відзнака Президента України «За гуманітарну участь в антитерористичній операції» (2017)[31][32]

### Міжнародні
- Премія імені Сахарова за свободу думки — премією нагородили «Хоробрий Український народ» та окремо підкреслили зусилля Юлії Паєвської, а також Володимира Зеленського, ДСНС України, захисниці прав людини Олександри Матвійчук, мера окупованого міста Мелітополя Івана Федорова та руху опору «Жовта стрічка»[33]
- Премія імені польського письменника Станіслава Вінценза «За гуманістичне служіння та внесок у розвиток регіонів». Тайра присвятила її Володимиру Вакуленку — дитячому письменнику і поету, якого вбили російські окупанти[34].
- «100 жінок» від BBC (2022)[35]
- «Найхоробріша жінка світу» — від Державного департаменту США (2023)[36]

### Відомчі
- Нагрудний знак «Знак пошани»[37]
- Медаль «За сприяння Збройним Силам України»[37]
- Нагрудний знак «За заслуги перед Збройними Силами України»[37]
- Медаль «Захиснику Вітчизни»[37]

### Волонтерські
- Орден «Народний Герой України»[38][39]
- «Орден Нескорених»[40]

## Фільмографія
- 2017 — «Невидимий Батальйон», документальний фільм про українських жінок-військових, що брали участь у війні на сході України; одна з висвітлених історій — Юлії Паєвської[41].

- 2018 — «Посттравматична рапсодія», кіновистава за п'єсою Дмитра Корчинського: Юлія зіграла епізодичну роль та в одній зі сцен як парамедикиня робила огляд контуженої людини[24][42].